# جون ريس
جون ريس (بالإنجليزية: John Reis)‏ هو منتج أسطوانات وملحن أمريكي، ولد في 1969 في سان دييغو في الولايات المتحدة.

## وصلات خارجية
- الموقع الرسمي
- جون ريس على موقع IMDb (الإنجليزية)
- جون ريس على موقع ميوزك برينز (الإنجليزية)
- جون ريس على موقع ميوزك برينز (الإنجليزية)
- جون ريس على موقع أول ميوزيك (الإنجليزية)
- جون ريس على موقع أول ميوزيك (الإنجليزية)
- جون ريس على موقع ديسكوغز (الإنجليزية)
- جون ريس على موقع ديسكوغز (الإنجليزية)